# Бухвальд, Джед
Джед Бухвальд (англ. Jed Z. Buchwald; род. 25 апреля 1949) — американский историк, историк физики.
Доктор философии (1974), именной профессор Калтеха, где трудится с 2001 года, прежде профессор MIT, также преподавал в Торонтском университете. Член Американского философского общества (2011). Макартуровский стипендиат (1995). Отмечен Alexandre Koyré medal (2023).

## Биография
Окончил Принстон (бакалавр, 1971), где заинтересовался историей науки. Вспоминал, что сперва хотел стать физиком, но затем попал на серию лекций по истории науки довольно известного уже тогда Томаса Куна, станет его научным сотрудником. Степени магистра (1973) и доктора философии (1974) получил в Гарварде. С 1974 по 1992 год в штате Университета Торонто, в 1991—1992 годах директор его Института истории и философии науки и техники.
В 1992—2001 годах директор Dibner Institute for the History of Science and Technology и вместе с тем именной профессор (Bern Dibner Professor) истории и науки MIT.
С 2001 года в Калтехе, именной профессор (Doris and Henry Dreyfuss Professor) истории.
Именной приглашенный профессор (Zeeman Visiting Professor) Амстердамского университета в 2004 году.
Член International Academy of the History of Science, феллоу Американской ассоциации содействия развитию науки.
В 1990—1991 годах Killam Fellow.
Редактор четырех книжных серий и журнала Archive for History of Exact Sciences (с 2020 года также редактор Annals of Science), состоит в редколлегиях нескольких других журналов.
Его супруга Diana L. Kormos-Buchwald также является профессором Калтеха.
Автор шести книг, редактор 11-ти. Его первые три книги посвящены истории экспериментального и теоретического развития оптики и электродинамики. Последние свои три книги написал в соавторстве.
- The Zodiac of Paris: How an Improbable Controversy over an Ancient Egyptian Artifact Provoked a Modern Debate between Religion and Science (Princeton)
- Newton and the Origin of Civilization Архивная копия от 11 ноября 2020 на Wayback Machine (Princeton University Press, 2012)
- The Riddle of the Rosetta. How and English Polymath and a French Polyglot Discovered the Meaning of Egyptian Hieroglyphs (Princeton University Press, 2020)